# Dominikanerbasilika (Krakau)

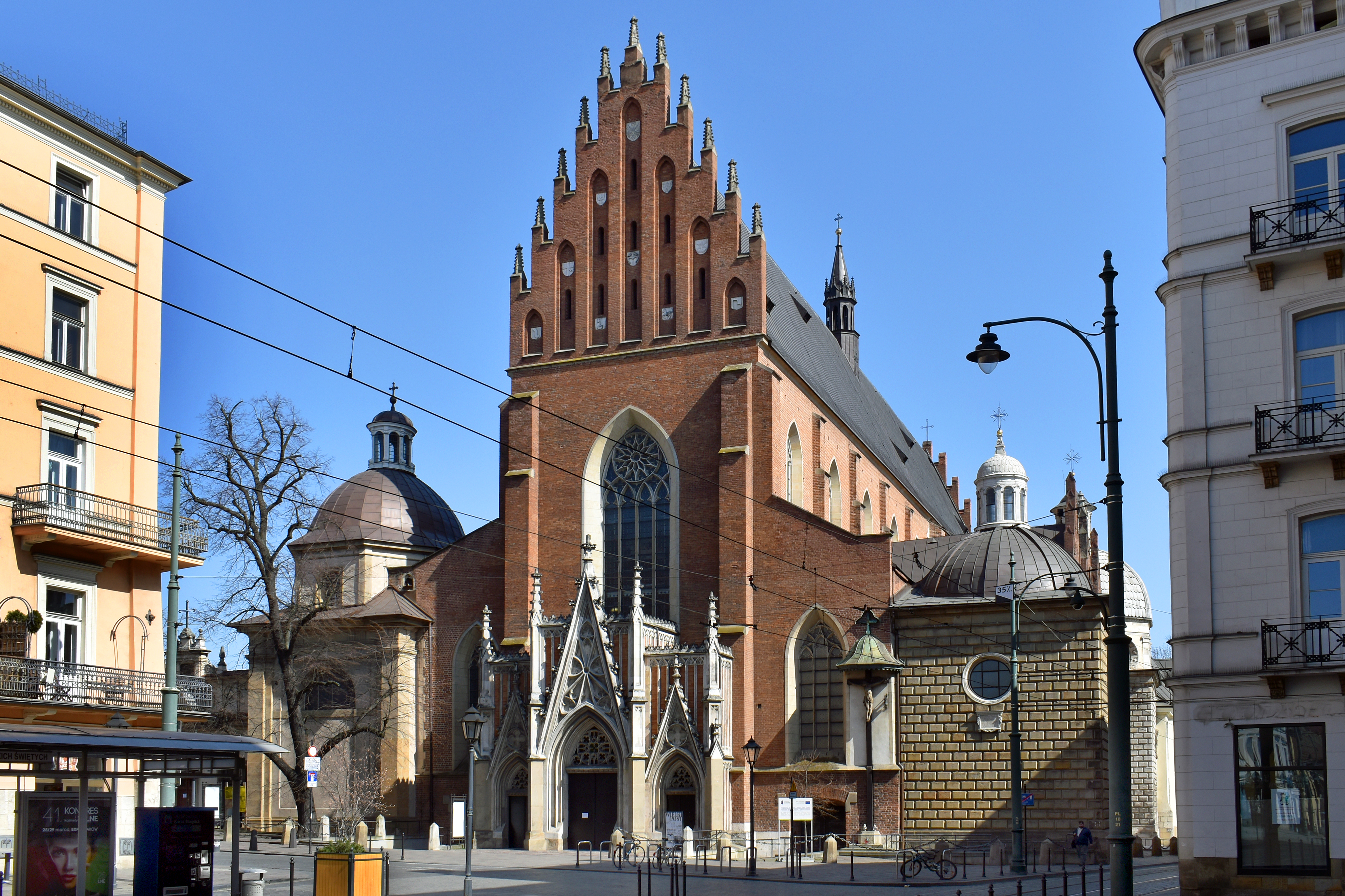
Dominikanerkirche

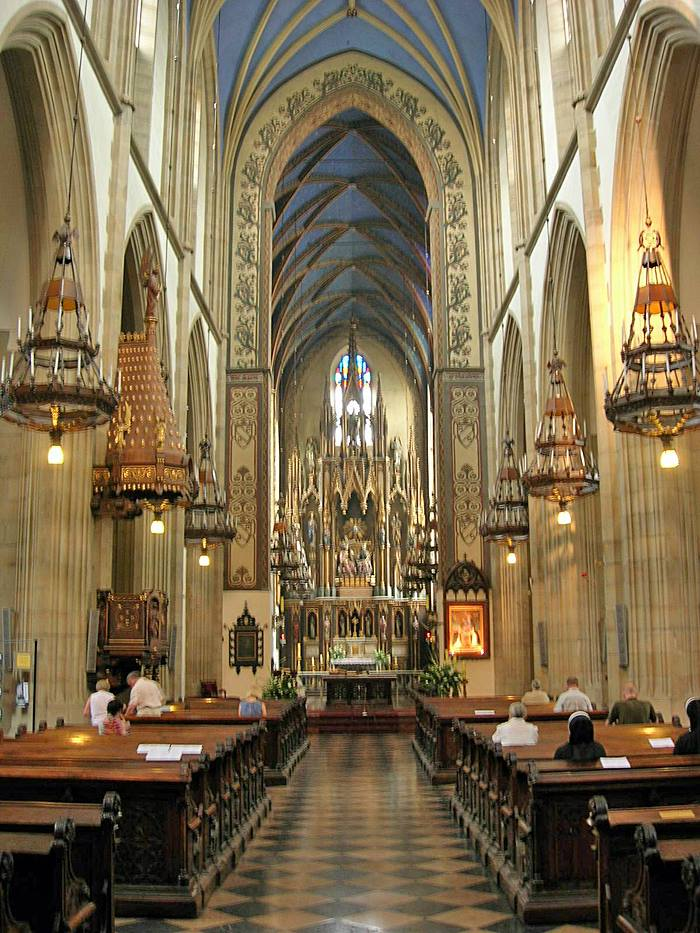
Innenansicht (Hauptschiff)

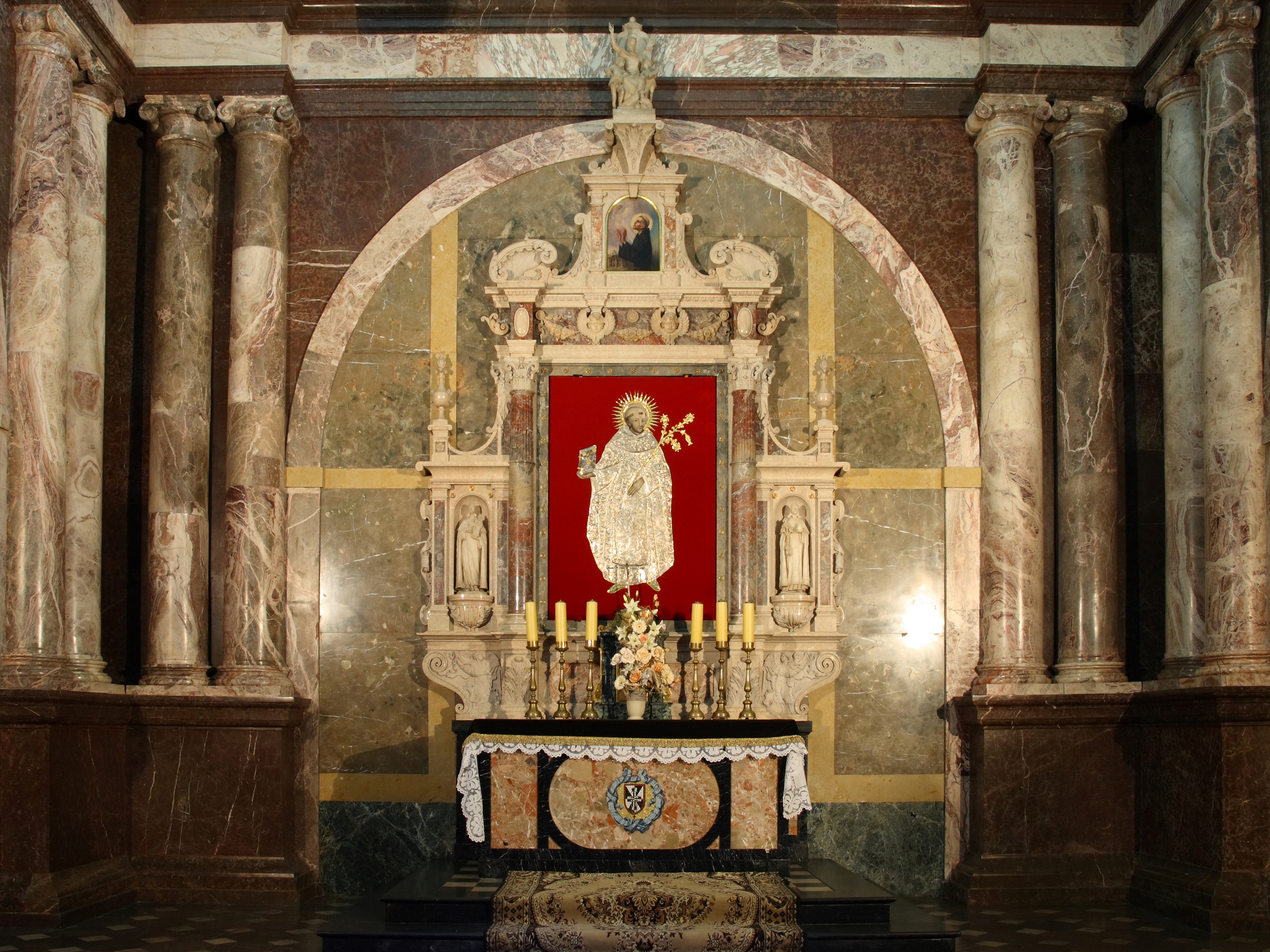
Myszkowski-Kapelle

Die Dominikanerkirche (polnisch Kościół dominikanów) ist eine der größten römisch-katholischen Kirchen in Krakau. Sie ist die gotische Dreifaltigkeitskirche der Dominikaner, die in Krakau seit 1222 nachgewiesen sind. Der Standort der Kirche ist ul. Stolarska 12. Die Klosterkirche des Erzbistums Krakau trägt den Titel einer Basilica minor.

## Geschichte
Bei dem Bauwerk handelt es sich um eine dreischiffige Basilika, deren Vorgänger im 13. Jahrhundert gegründet und zunächst in Holz ausgeführt worden war. Im 14. und 15. Jahrhundert erfolgten Aus- und Umbauten sowohl der Kirche als auch der Konventsgebäude.
Nach einem Brand im Jahre 1850 wurde die Klosterkirche wieder aufgerichtet und neu ausgestattet. 1957 wurde sie in den Rang einer Basilica minor erhoben.
Im Presbyterium befindet sich das von Veit Stoß entworfene Epitaph für den italienischen Dichter und Gelehrten Filippo Buonaccorsi (Callimachus). Es handelt sich um das erste solche Stück in Polen für eine Person ohne weltliche oder geistliche Würden.
Bekannt ist besonders die Studentenmesse am Sonntagabend um 20:20 Uhr.

## Hyazinth-Kapelle

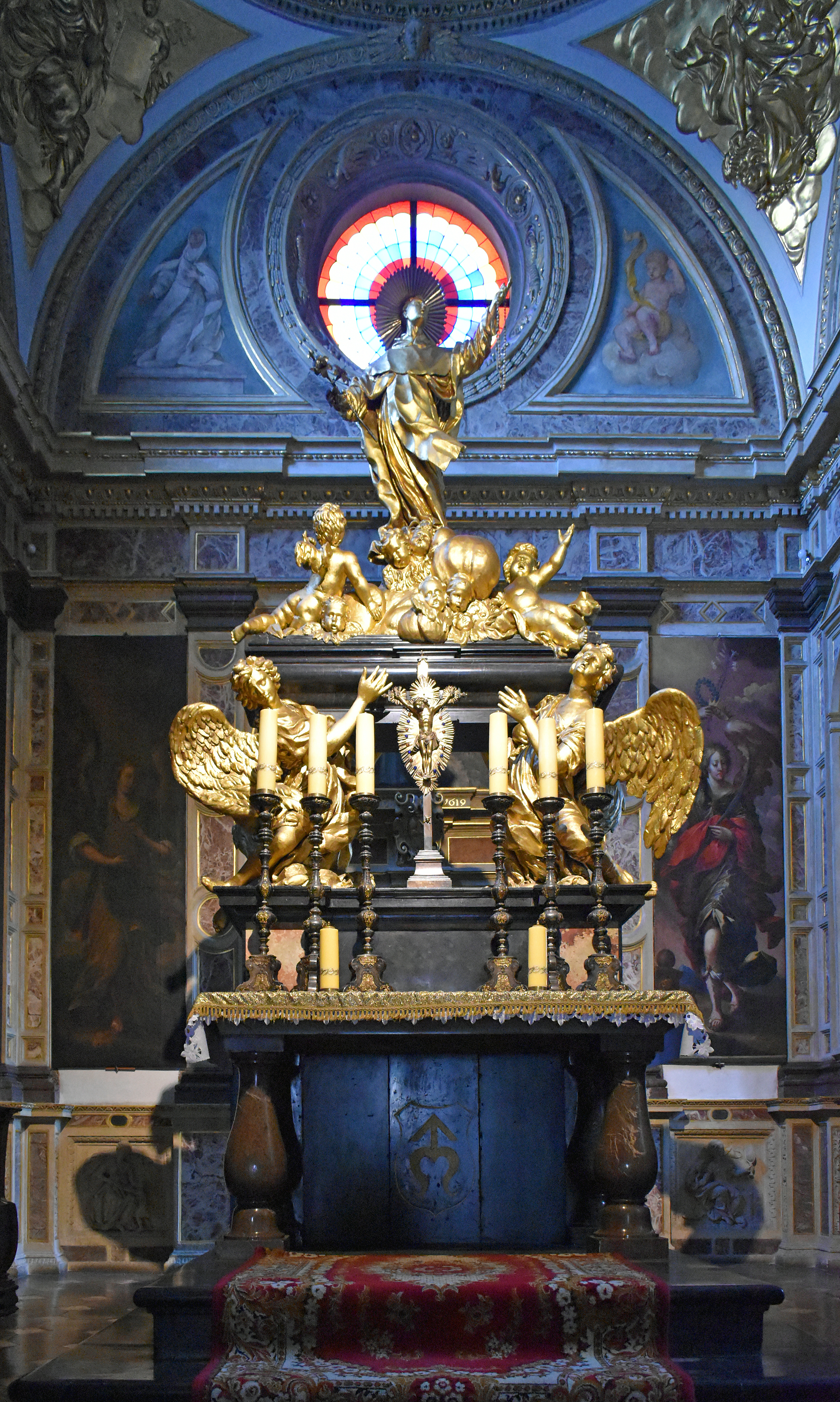
Grabmal des heiligen Hyazinth

Die barocke Hyazinth-Kapelle wurde an das nördliche Seitenschiff der Basilika über dem Grab des Heiligen Hyazinth gebaut. Als Vorbild diente das Grab des heiligen Johannes Nepomuk im Veitsdom in Prag. Über dem ursprünglichen Grab wurde ein neues spätbarockes Grabmal von Baldassare Fontana zwischen 1695 und 1703 errichtet. Hierbei handelt es sich bereits um da vierte Grabmal an dieser Stelle. Fontana schuf auch um 1700 das Stuckwerk der Kapelle. Die Fresken schuf Karl Dankwart, der in Krakau regelmäßig mit Fontana zusammenarbeitete. In der Kapelle wurden auch Bilder von Tommaso Dolabella angebracht, die das Leben des Heiligen darstellen. Das Eingangsgitter stammt aus der Zeit um 1750. Um 1870 wurde die Kapelle unter der Leitung von Jan Matejko erneut.

## Orgel
Die heutige Orgel wurde in den Jahren 1899/1900 von der Orgelbaufirma Gebrüder Rieger, k.u.k. Hof-Orgelfabrik (Jägerndorf, Schlesien) erbaut. Das Instrument hat 30 Register auf zwei Manualen und Pedal.
| I. Manual C–f3 |       |
| Prinzipal      | 8′    |
| Bourdon        | 16′   |
| Flute          | 8′    |
| Gamba          | 8′    |
| Bourdon        | 8′    |
| Flute euspide  | 8′    |
| Quintatone     | 8′    |
| Salicional     | 8′    |
| Dolce          | 4′    |
| Flute          | 4′    |
| Octava         | 4′    |
| Quinte II      | 2 ⁄3′ |
| Cornett III-IV | 4′    |
| Mixtura VI     | 2 ⁄3′ |

| II. Manual C–f3      |       |
| Violin prinzipal     | 8′    |
| Bourdon              | 16′   |
| Flute harmonique     | 8′    |
| Aeolina              | 8′    |
| Flute concerto       | 8′    |
| Voix coelestis       | 8′    |
| Flut duoce           | 4′    |
| Octave               | 4′    |
| Harmonia aetheria IV | 2 ⁄3′ |

| Pedal C–d1  |         |
| Kontrabass  | 16′     |
| Subbas      | 16′     |
| Violon      | 16′     |
| Quintaton   | 10 2⁄3′ |
| Octavbass   | 8′      |
| Bourdonbass | 8′      |
| Cello       | 8′      |

- Koppeln: II/I, I/P, II/P
- Spielhilfen: Feste Kombinationen (Tutti, Pleno, Forte I, Mezzoforte I, Forte II, Mezzoforte II), Registercrescendo